# The Pirate Tapes
The Pirate Tapes es un documental filmado por el somalí-canadiense Mohamed Ashareh en Somalia y editado y producido por Palmira PDC en Canadá. La película sigue a Ashareh, mientras se infiltra en una operación pirata somalí, dando una vista en primera persona de cómo reclutan y organizan. Se estrenó en el Festival Internacional de Documentales Canadienses Hot Docs en 2011. Fue distribuido por HBO Documentary Films.

## Sinopsis
El director Ashareh vivió encubierto con piratas en Somalia durante meses en 2009, filmando sus actividades con una pequeña cámara colgando de su cuello. Parte de la filmación fue realizada por un segundo camarógrafo. Ambos estuvieron frecuentemente en peligro, y en un momento fueron arrestados y pasaron un tiempo en una cárcel somalí.

## Recepción
La película ha sido fuertemente criticada por las deficiencias atribuidas a la falta de experiencia periodística y de filmación de Ashereh. También ha existido una disputa entre Ashareh y Palmira PDC sobre los derechos de las imágenes filmadas. Andrew Moniz de Palmira PDC sostiene que los contratos establecen "claramente" que Palmira sería la propietaria.